# ان‌جی‌سی ۶۲۰۴
ان‌جی‌سی ۶۲۰۴ (انگلیسی: NGC 6204) یک خوشه ستاره‌ای باز در صورت فلکی آتشدان است که نزدیک به دستگاه مختصات کهکشانی قرار دارد. ۳۵۴۰ سال نوری (۱۰۸۵ پارسک) از زمین فاصله دارد. این خوشهٔ باز کهکشانی در ۱۳ مهٔ ۱۸۲۶ توسط ستاره‌شناس اهل بریتانیا جیمز دانلوپ کشف شد.

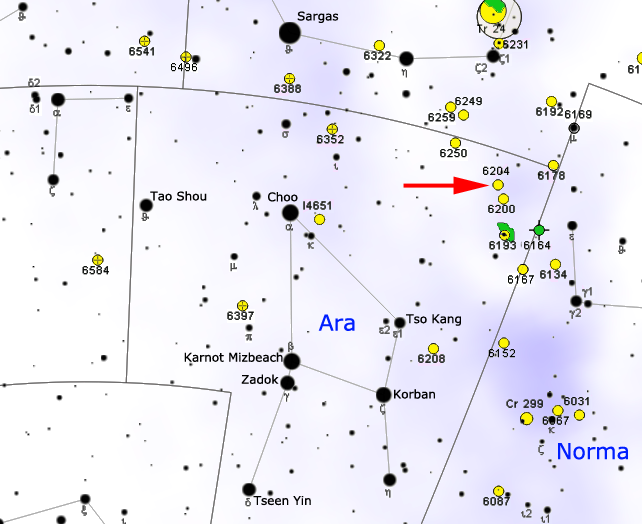
نقشه موقعیت خوشهٔ باز ان‌جی‌سی ۶۲۰۴ را در صورت فلکی آتشدان نشان می‌دهد.